# Dimityr Filipow
Dimityr Filipow (bg. Димитър Филипов) – bułgarski zapaśnik walczący w stylu wolnym. Brązowy medalista mistrzostw świata w 1975 roku.